# Nafanua
Nafanua est une ali'i (cheffe/reine) et une toa (guerrière) des Samoa du clan Sā Tonumaipe'ā ayant vécu au XVe siècle, possédant quatre titres de pāpā (district) qui constituent les principaux titres ali'i des Samoa. Du fait de son caractère irréprochable et de sa loyauté envers sa communauté, elle est déifiée de son vivant et entre dans la mythologie polynésienne en tant que déesse de la guerre, ayant pour but de protéger la communauté,.
Il existe des traditions orales historiques et mythologiques sur la famille et la vie de Nafanua. Elle aurait joué un rôle crucial dans les guerres civiles entre les districts de l'est et de l'ouest de Savai'i, l'île principale de l'archipel samoan.
Nafanua est encore aujourd'hui une icône féminine et une prophétesse chrétienne des Samoa.

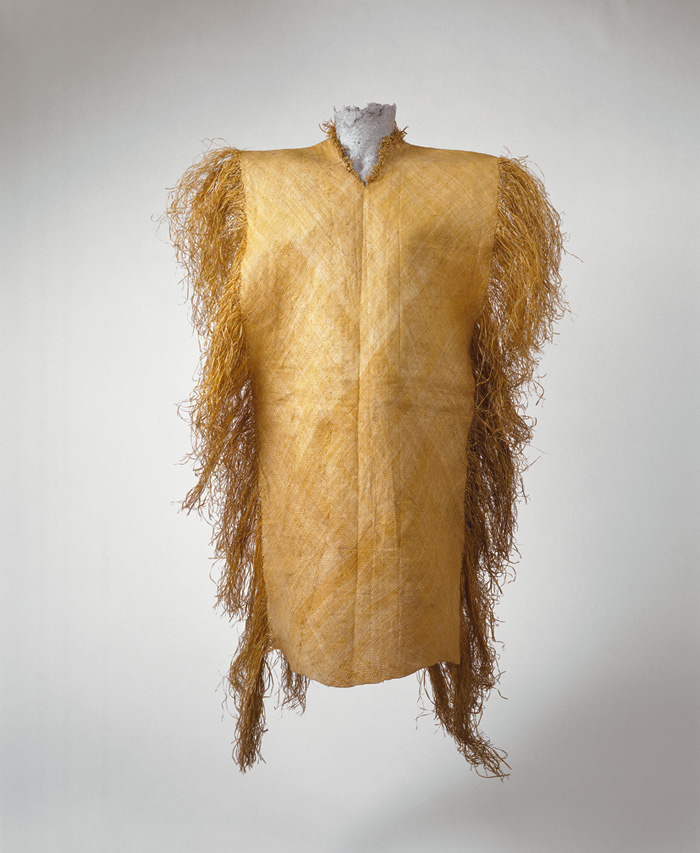
Exemple de tiputa (chemise), semblable à celle portée par Nafanua pendant les guerres.

## Biographie

### Famille
Selon la mythologie samoane, Nafanua est le résultat de l'union incestueuse de Saveasi'uleo, lui-même considéré comme ali'i de Pulotu, et de sa nièce Tilafaiga ; elle est ainsi abandonnée par sa mère puis est élevée par Motuna et Matuna,,. Pulotu est à la fois un lieu historique et un lieu de l'au-delà pour les guerriers des Samoa (comparable au concept viking du Valhalla). Dans une tradition orale, la mère de Nafanua est Tilafaiga, une des deux sœurs jumelles légendaires (avec Taema), qui apportèrent le tatouage malu aux Samoa.

### Légende guerrière
Nafanua reçoit le titre de toa tama'ita'i (princesse guerrière) pour avoir vengé son oncle et apporté la paix à Savai'i grâce à ses victoires militaires.[Pas dans la source] Son village, Falealupo, est situé à l'ouest de l'île de Savai'i.
À l'époque de Nafanua, les côtes est et ouest de Savai'i étaient engagées dans une guerre pour la terre et la suprématie de l'île entière, avant que l'est dirigé par l'ali'i Lilomaiava ne domine finalement le côté ouest de l'île,. Dans la culture samoane, une famille est plus prestigieuse quand elle possède beaucoup de terres ; et les membres de la famille (en particulier les hommes) reçoivent des titres de propriété plus importants et une plus grande part de la terre. Selon la tradition orale, lorsque Lilomaiava faisait prisonnier quelqu'un du côté est de l'île, il le forçait à grimper la tête en bas sur un cocotier en guise de punition publique.
L'un des villageois capturés par Lilomaiava s'appelle Ta'i'i, l'oncle de Nafanua et le frère aîné de Saveasi'uleo. Ta'i'i est puni et forcé de grimper sur le cocotier les pieds en premier. Alors qu’il grimpe sur le cocotier, la douleur et l’humiliation le poussent à soupirer bruyamment. Les soupirs de Ta'i'i sont entendus par Saveasi'uleo et Nafanua. Cela met Savesi'uleo en colère et il dit à Nafanua de se préparer à la guerre et d'abattre l'arbre Toa. Le bois de l'arbre doit être utilisé pour fabriquer des armes destinées à chasser Lilomaiava et son armée.
Immédiatement, Nafanua coupe l'arbre Toa et le laisse sécher sur place. Quelques jours plus tard, elle retourne voir l'arbre Toa et découvre qu'il a attiré de nombreux pule (coquillages). Nafanua dit alors : « E gase toa ae ola pule ». Littéralement, cela signifie que les coquillages sont vivants mais que l'arbre Toa est mort. Métaphoriquement cela signifie que même si nous possédons une grande force et un grand pouvoir en tant qu’êtres humains, nous ne réussirons pas si nous n’avons pas la sagesse et le courage nécessaires pour prendre la bonne décision.
Avant de partir au combat, Nafanua revient auprès de son père biologique pour lui demander conseil. Saveasi'uleo ordonne à Nafanua : « A pa'ia le pa i Fu'alaga, a'e le tuli au'a le Ali'i o Aiga ». Son père donne l'ordre à Nafanua d'arrêter les combats lorsqu'elle atteint le village de Fualaga,, et de cacher son sexe en recouvrant sa poitrine. Au cours de la bataille, Nafanua repousse seule l'ennemi vers la frontière de son propre territoire,,, et elle tue accidentellement ses parents adoptifs, étant présents au front du village alors qu'ils étaient censés défendre les flancs,. Une tradition veut qu'elle ait oublié l'ordre de son père, et ce n'est que lorsque le vent se met à souffler assez fort pour soulever ses tiputa (vêtements), révélant ses seins, qu'elle s'en souvient,. Les guerriers ennemis se sentent honteux lorsqu'ils se rendent compte qu'ils ont été surclassés par une femme et décident d'arrêter la guerre,,,,, et ainsi Nafanua libère l'aile ouest de l'île de ses oppresseurs.
Après sa victoire, Nafanua prend possession des quatre principaux titres de chef de district : Tui Atua, Tui A'ana, Gato'aitele et Tamasoali'i, reconstituant le fa'amatai (système de gouvernement de chef) qui perdure encore aujourd'hui aux Samoa,.
Il existe différentes interprétations de ces événements, mais Nafanua est largement reconnue en Polynésie comme l'un des plus grands guerriers de l'histoire.

## Armes
Selon les versions, Nafanua reçoit avant de partir au combat ses armes de la part son père Saveasi'uleo, faits de koa, ou alors Nafanua fabrique d'elle-même ses armes sur ordre de son père adoptif. Dans tous les cas les versions s'accordent à dire que ses armes étaient enchantées,.

### Ta Fesilafa'i
C'est la première et principale arme que Nafanua utilise la plupart du temps pendant la bataille. Elle a la forme d'un large hameçon tourné vers l'extérieur et comporte trois à quatre dents pointues orientées latéralement. En temps de guerre, cette arme est simple et non peinte ou décorée,.

### Fa'auli'ulito
C'est l'arme que Nafanua fabrique et donne à Matuna et Matuna pour qu'ils l'utilisent pendant les combats. Elle leur demande d'attaquer l'ennemi par le côté, afin qu'elle puisse rencontrer l'ennemi au centre et tenter de parvenir à un compromis de paix et d'harmonie. L'arme ressemble à un simple bâton mais présente un bord arrondi, épais, lourd et large,.

### Ulimasao
Il s'agit d'une arme considérée comme une arme de secours destinée à mettre fin à la guerre et à rétablir la paix. Le mot « Ulimasao » signifie également « conduire en sécurité ». Elle a la forme d'une pagaie de canoë avec des côtés ronds et lisses et un bord pointu,.

### Fa'amategataua
Cette arme est une arme de réserve et considérée comme l'arme la plus dangereuse de toutes. En fait, selon Silivelio Suafo'a (orateur de cette légende), cette massue de guerre n'a jamais été destinée à être utilisée. Heureusement, Nafanua n’a pas besoin d’utiliser cette quatrième arme appelée « Arme de la Mort ». La légende raconte qu'elle est si puissante que si elle est utilisée, elle tuerait tout le monde, y compris sa famille divine. Cette arme a la forme d’une lance mais possède des dents des deux côtés. Le nombre de dents varie de cinq à sept,.

## Postérité
Nafanua est considérée encore de nos jours comme une icône féminine, et comme une prophétesse chrétienne, elle est ainsi tenue en haute estime des Samoa.

### Falealupo
Aux Samoa, le village de Falealupo, à l'ouest de Savai'i, abrite la maison de Nafanua. Falealupo est également le site de l'entrée dans le monde des esprits pulotu. Pendant longtemps, les chefs de villages et même d'îles lointaines venaient à Falealupo pour demander la bénédiction de Nafanua avant de se lancer dans une opération militaire. En 1989, les chefs et orateurs de Falealupo décernent officiellement le titre honorifique de Nafanua à l'ethnobotaniste Paul Alan Cox (en) pour ses efforts de conservation visant à protéger la forêt tropicale samoane.
C'est à Falealupo, selon une tradition, que Nafanua prédit l'arrivée de la « bonne nouvelle chrétienne ». Après des années de guerre, Malietoa Fitisemanu veut unir les Samoa et mettre fin à l'effusion de sang, alors il vient rencontrer Nafanua. Après plusieurs jours, Nafanua émet une prophétie à propos de Malietoa Fitisemanu, « Fa'atali i lagi se ao o lou malo » (Attendez au ciel une couronne pour votre royaume). En 1830, le missionnaire John Williams arrive sur les rives de Sapapali'i et apporte la Bible pour la mettre entre les mains de Malietoa Vainu'upo, le fils de Malietoa Fitisemanu. Ainsi, Malietoa Vainu'upo devient connu comme « le roi que Samoa écoute ». Malietoa devient un des rois des Samoa et joue un rôle déterminant dans l'unification de l'ensemble des Samoa. Beaucoup considèrent que ces événements accomplissent la prophétie de Nafanua,,.

### Hommages
- Nafanua est le nom d'un cône volcanique actif au sommet du mont sous-marin Vailulu'u au large des Samoa américaines.
- Nafanua (en) est le nom d'un navire de patrouille exploité par la police des Samoa occidentales. Il a été fourni aux Samoa occidentales par le gouvernement australien dans le cadre du Forum des îles du Pacifique.
- Nafanua est le nom de l'Église chrétienne congrégationiste de Samoa-Avondale, à Auckland en Nouvelle-Zélande.
- Nafanua est le surnom de l'équipe nationale féminine de cricket de Samoa.
- Nafanua est un titre honorifique de haute importance aux Samoa[6].